# Penne (Tarn)
Penne (okzitanisch: Pena) ist eine französische Gemeinde mit 597 Einwohnern (Stand: 1. Januar 2022) im Norden des Départements Tarn in der Region Okzitanien (vor 2016 Midi-Pyrénées). Sie gehört zum Arrondissement Albi und zum Kanton Carmaux-2 Vallée du Cérou.

## Geografie
Penne liegt am Aveyron, etwa 30 Kilometer ostnordöstlich von Montauban. Umgeben wird Penne von den Nachbargemeinden Cazals im Norden und Nordwesten, Saint-Antonin-Noble-Val im Norden, Vaour im Osten, Castelnau-de-Montmiral im Süden und Südosten, Larroque im Süden, Bruniquel im Westen und Südwesten sowie Montricoux im Westen und Nordwesten.

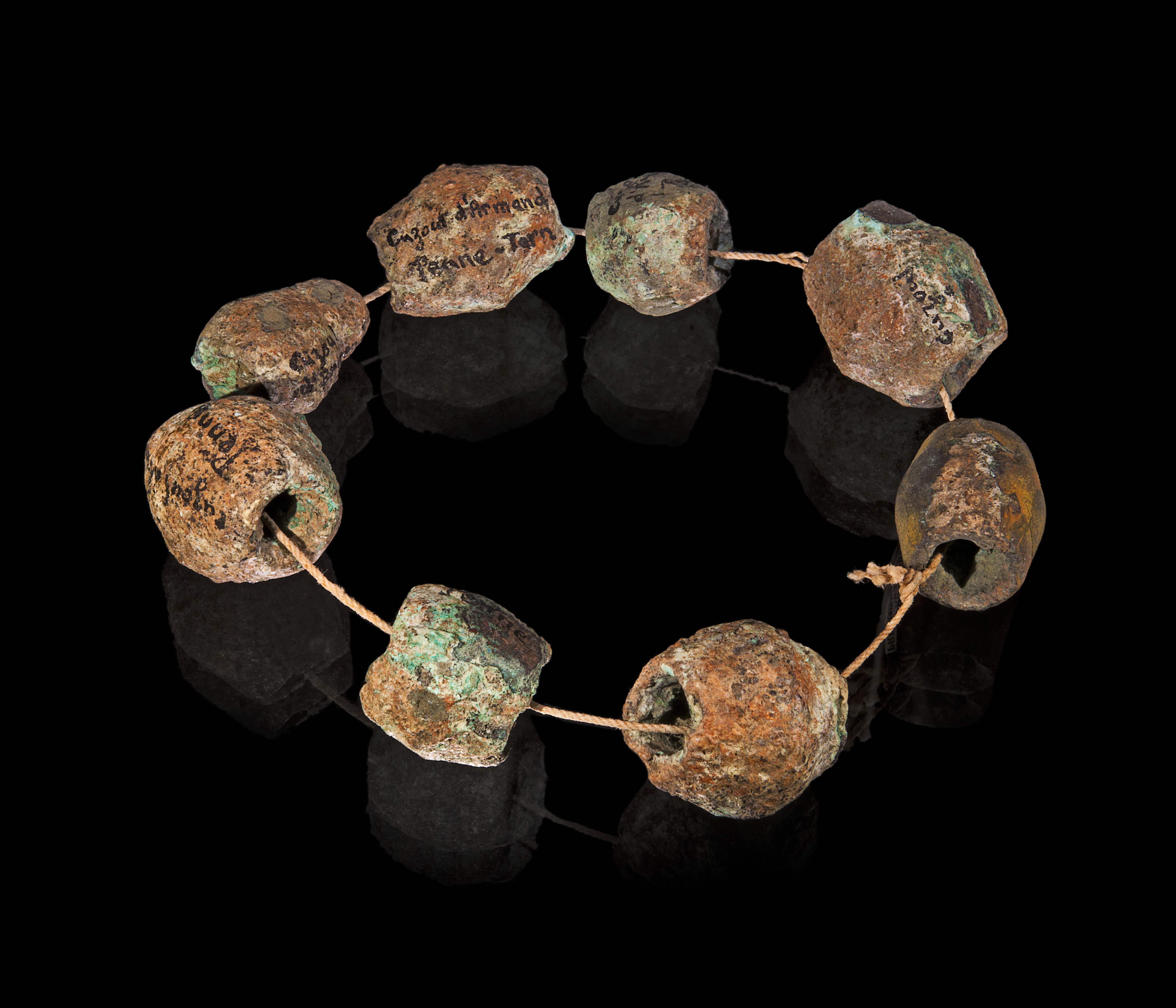
Bronzene Halskette von Penne im Muséum de Toulouse

## Bevölkerungsentwicklung
| Jahr                       | 1962 | 1968 | 1975 | 1982 | 1990 | 1999 | 2006 | 2018 |
| -------------------------- | ---- | ---- | ---- | ---- | ---- | ---- | ---- | ---- |
| Einwohner                  | 535  | 504  | 515  | 507  | 516  | 522  | 548  | 584  |
| Quellen: Cassini und INSEE |      |      |      |      |      |      |      |      |

## Sehenswürdigkeiten
- Kirche aus dem 13. Jahrhundert mit Befestigungen
- Burgruine von Penne

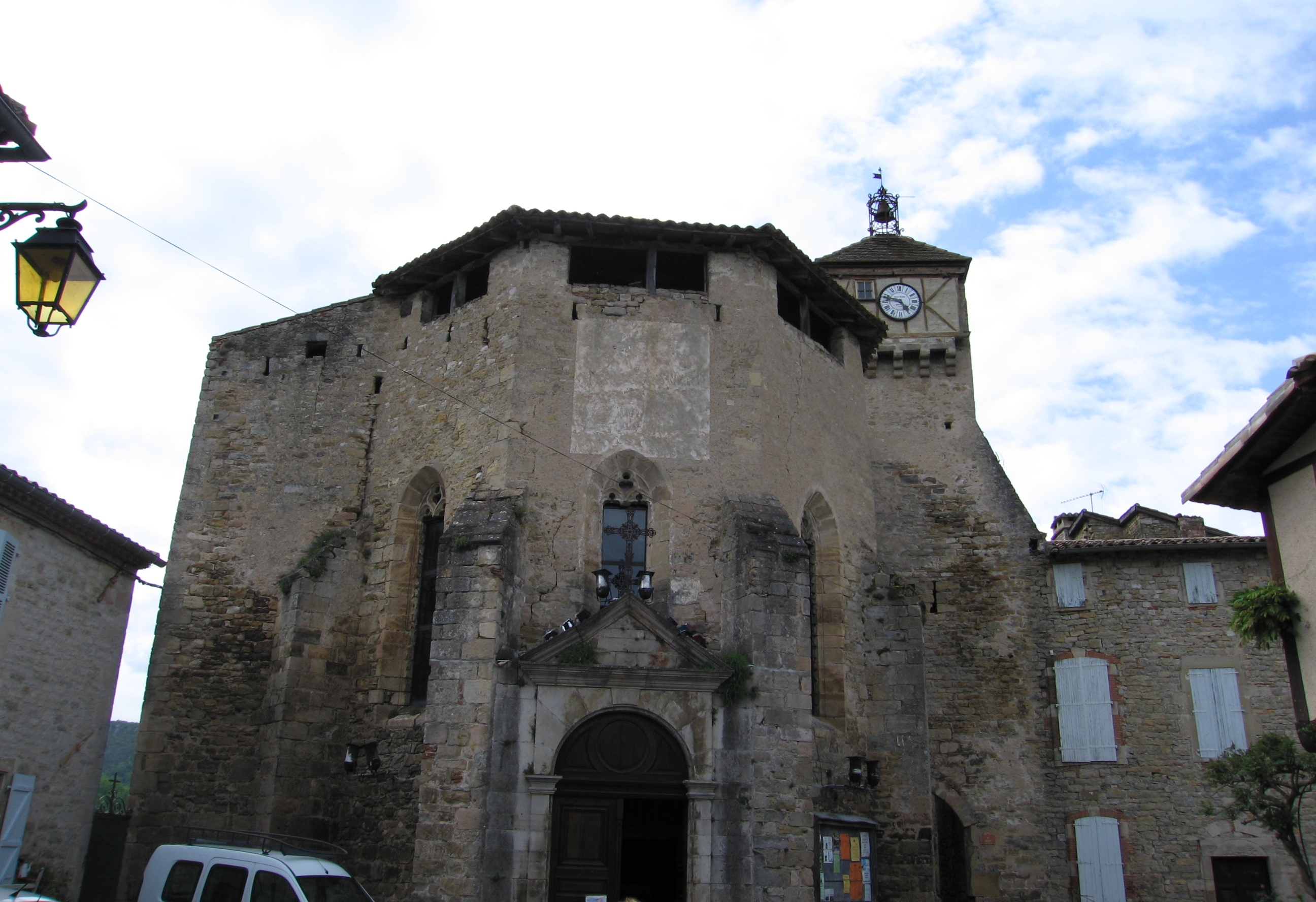
Kirche Notre-Dame-de-l’Assomption
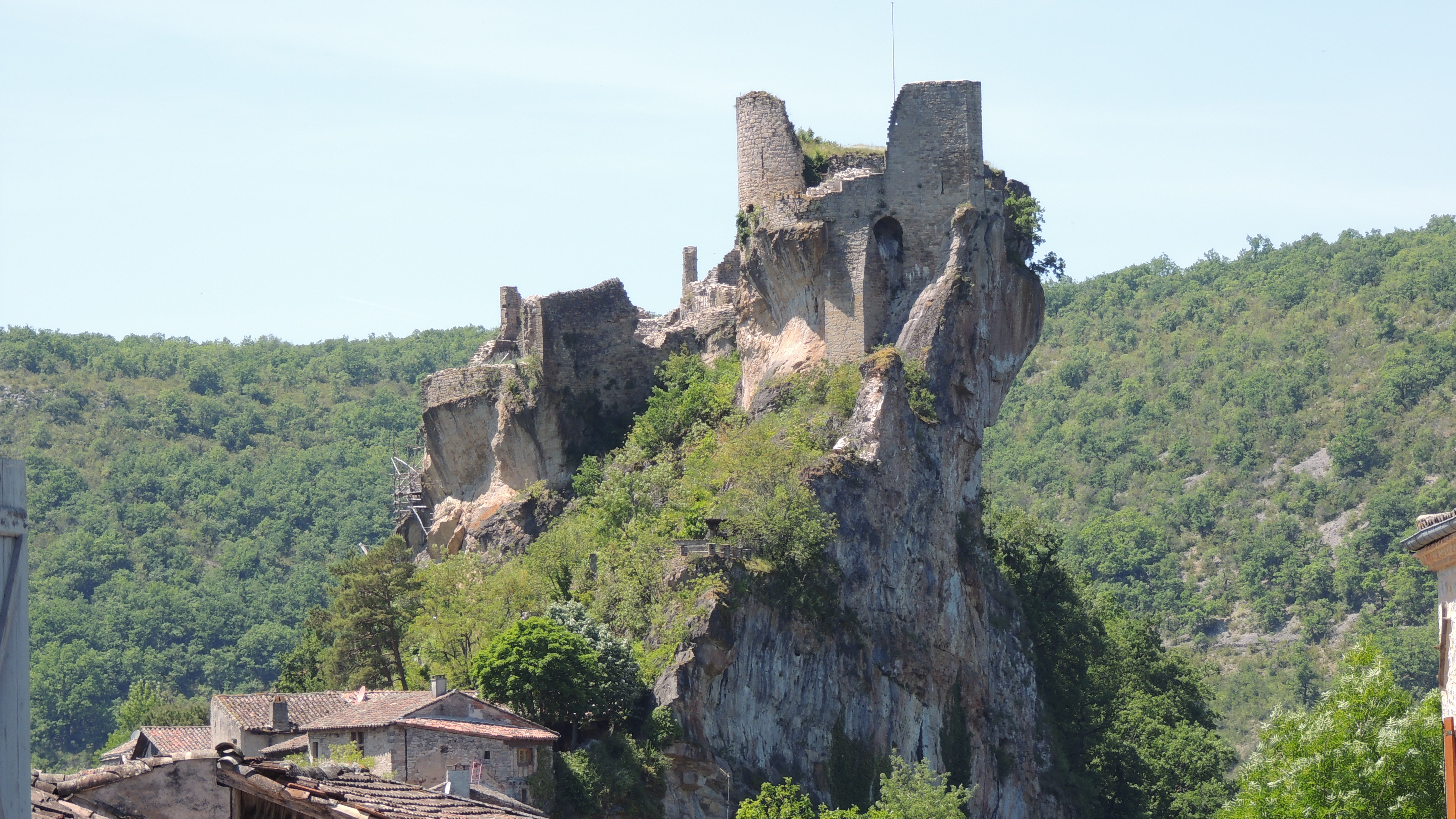
Burgruine von Penne